# Tubercule du muscle scalène antérieur
Le tubercule du muscle scalène antérieur (ou tubercule de Lisfranc) est un relief osseux de la face supérieure de la première côte.
C'est un point d'insertion du muscle scalène antérieur. Il sépare la veine sous-clavière en arrière de l'artère subclavière en avant,.